# آگوستینا گورسلانی
آگوستینا گورسلانی (اسپانیایی: Agustina Gorzelany‎؛ زادهٔ ۱۱ مارس ۱۹۹۶) بازیکن هاکی روی چمن زن اهل آرژانتین است.